# Allison Smith
Allison Smith est une actrice américaine née le 9 décembre 1969 à New York.

## Filmographie
- 1981 : Orphans, Waifs and Wards (TV) : Suzie
- 1981 : Evita Perron (TV) : Young Evita
- 1984 : A Different Twist (TV) : Christi Bay
- 1984 : Kate And Allie (TV) : Jenny
- 1988 : Tattle: When to Tell on a Friend (TV) : Maggie
- 1993 : Vendredi 13 : Jason va en enfer (Jason Goes to Hell: The Final Friday) : Vicki
- 1994 : Young Indiana Jones and the Hollywood Follies (nl) (TV) : Claire Lieberman
- 1995 : Two Guys Talkin' About Girls (vidéo) : Rhonda Glick
- 1995 : Crazy Love (série télévisée) : Sam
- 1995 : Planet Rules (série télévisée)
- 1995 : A Reason to Believe : Charlotte Byrne
- 1996 : Danielle Steel - La ronde des souvenirs (Full Circle) (TV) : Averill Winslow
- 1996 : Les Yeux du mensonge (Lying Eyes) (TV) : Jennifer
- 1997 : La Piste du tueur (Switchback) : Becky
- 1998 : Les Années volées (Los Años bárbaros) : Susan
- 1998 : Buddy Faro ("Buddy Faro") (série télévisée) : Julie Barber
- 1999 : St. Michael's Crossing (série télévisée) : Tordio
- 2000 : Terror Tract : Mary Ann Doyle (segment "Make Me An Offer")
- 2003 : La Morsure du lézard (Holes) : Linda Walker
- 2003 : Animatrix (The Animatrix) (vidéo) : Reporter (segment "World Record") (voix)
- 2004 : Helter Skelter (TV) : Patricia 'Katie' Krenwinkle
- 2005 : Mystery Woman: Vision of a Murder (TV) : Debbie
- 2005 : The Closer : L.A. enquêtes prioritaires (série télévisée) : Ellen (Saison 1 épisode 1)
- 2005 : Un petit pas vers le bonheur (Ordinary Miracles) (TV) : la mère de Sally
- 2005 : Inconceivable (série télévisée) : Clare
- 2005 : Close to Home (série télévisée) : Cindy Delacroix
- 2005 : House (série télévisée) : Kayla McGinley
- 2006 : Without a Trace (série télévisée) : Gina Hill
- 2006 : Scrubs (série télévisée) : Millie
- 2006 : Gillery's Little Secret : Bernadette
- 2006 : Ghost Whisperer (série télévisée) : Lisa Filbert
- 1999-2006 : The West Wing (série télévisée) : Mallory O'Brien
- 2006 : Nip/Tuck (série télévisée) : Kathleen McNamara
- 2007 : State of Mind (série télévisée) : Mary Bridget Donohue
- 2008 : Cold Case (série télévisée) : Simone Gallavan '78
- 2008 : Childrens Hospital (série télévisée) : Allison
- 2009 : Trust Me (série télévisée) : Laura Mink
- 2010 : Numb3rs (série télévisée) : Sara Lewis
- 2010 : The Whole Truth (série télévisée) : Corinne Sellards
- 2003-2011 : CSI: Crime Scene Investigation (série télévisée) : Mrs. Diorio / Nancy Linden
- 2012 : Family Guy (série télévisée) : (voix)
- 2012 : Perception (série télévisée) : Laura Crane
- 2014 : American Dad! (série télévisée) : Trish
- 2014 : Franklin & Bash (série télévisée) : Tara
- 2014 : Weight (téléfilm) : Melanie
- 2015 : Larry Gaye: Renegade Male Flight Attendant : la maman de Larry

## Voix françaises
- Dorothée Jemma dans Aline et Cathy (1984-1989)